# Przemyśl-Gebirge

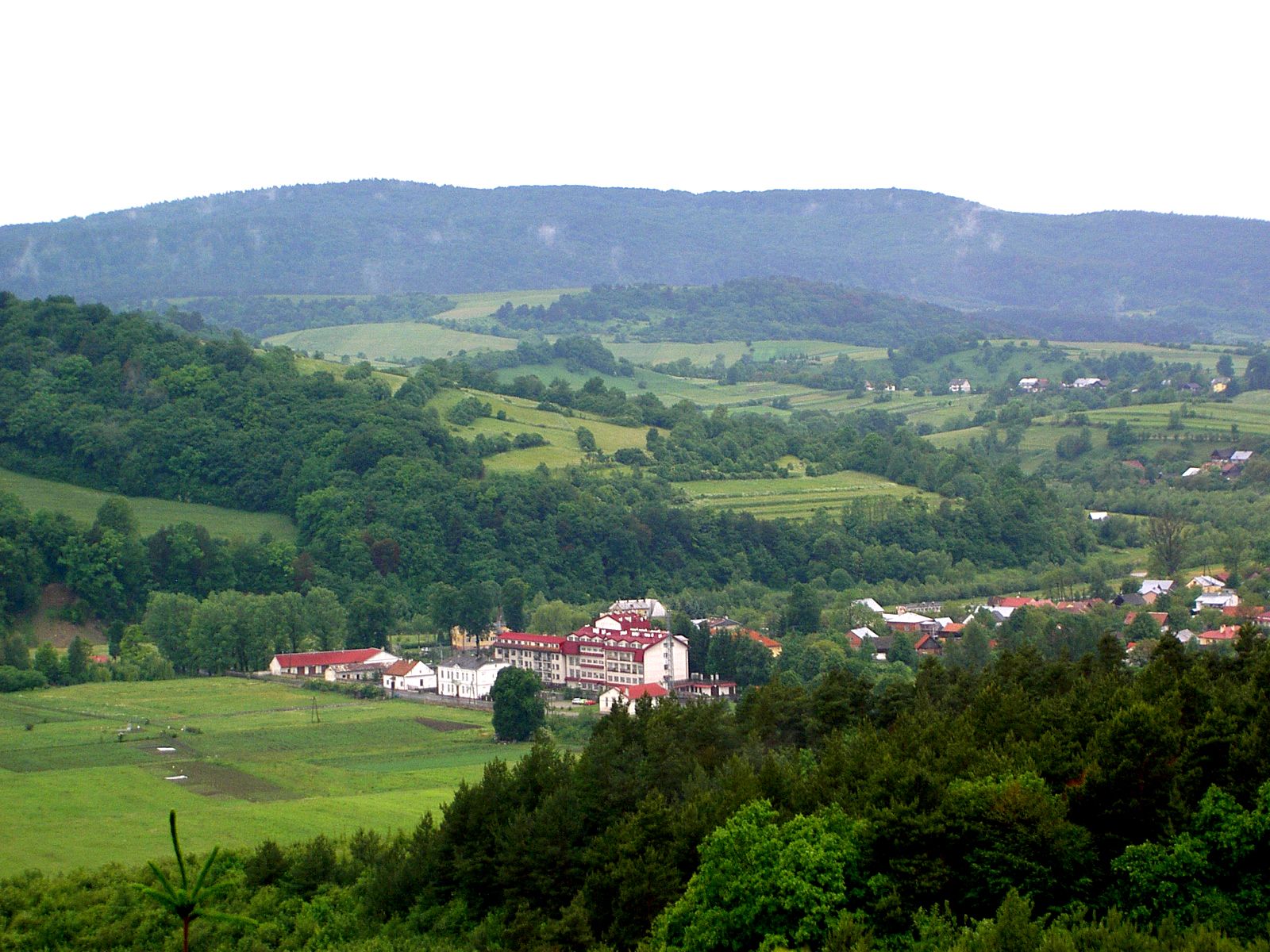
Huwniki

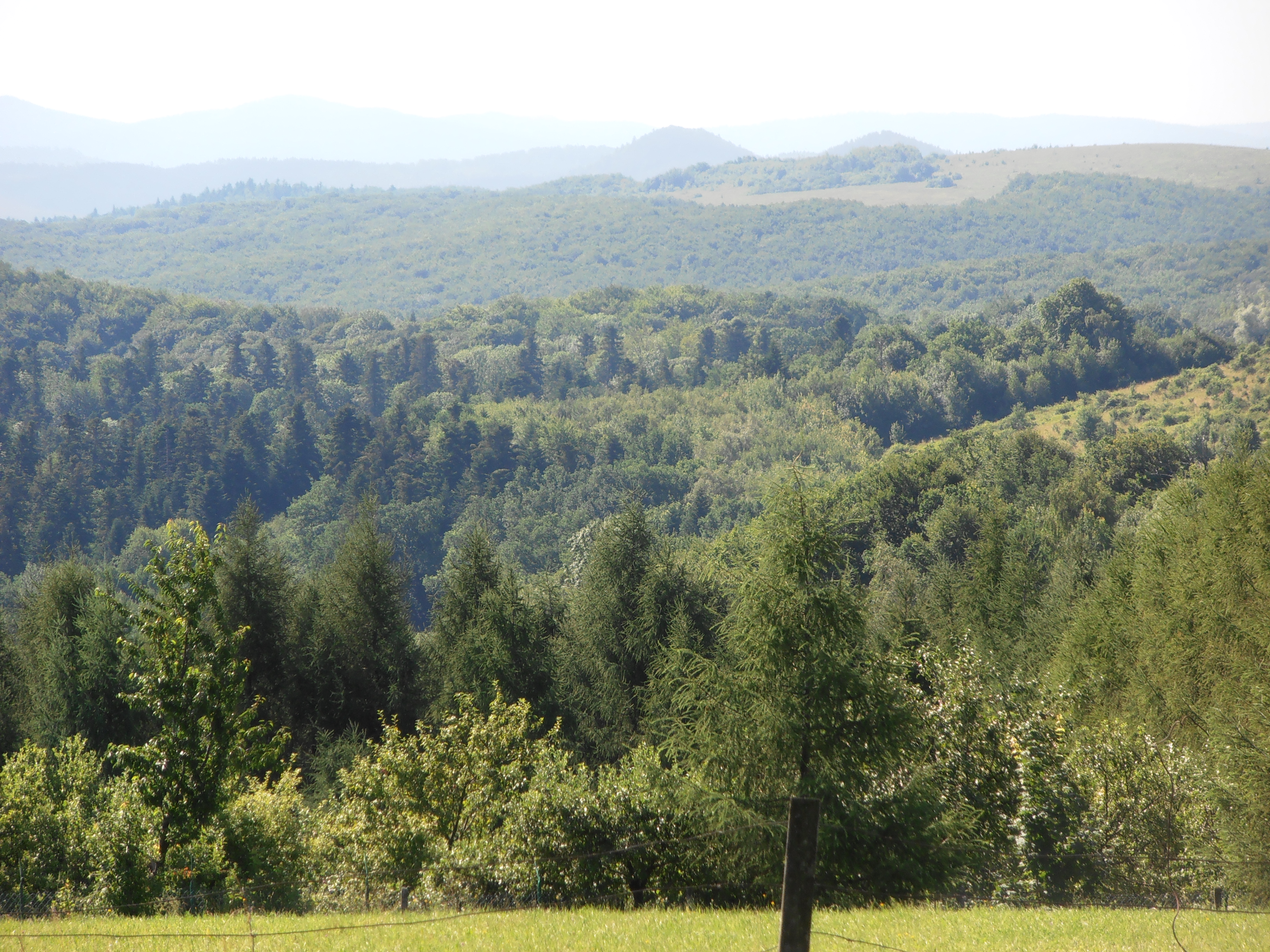
Kalwaria Pacławska

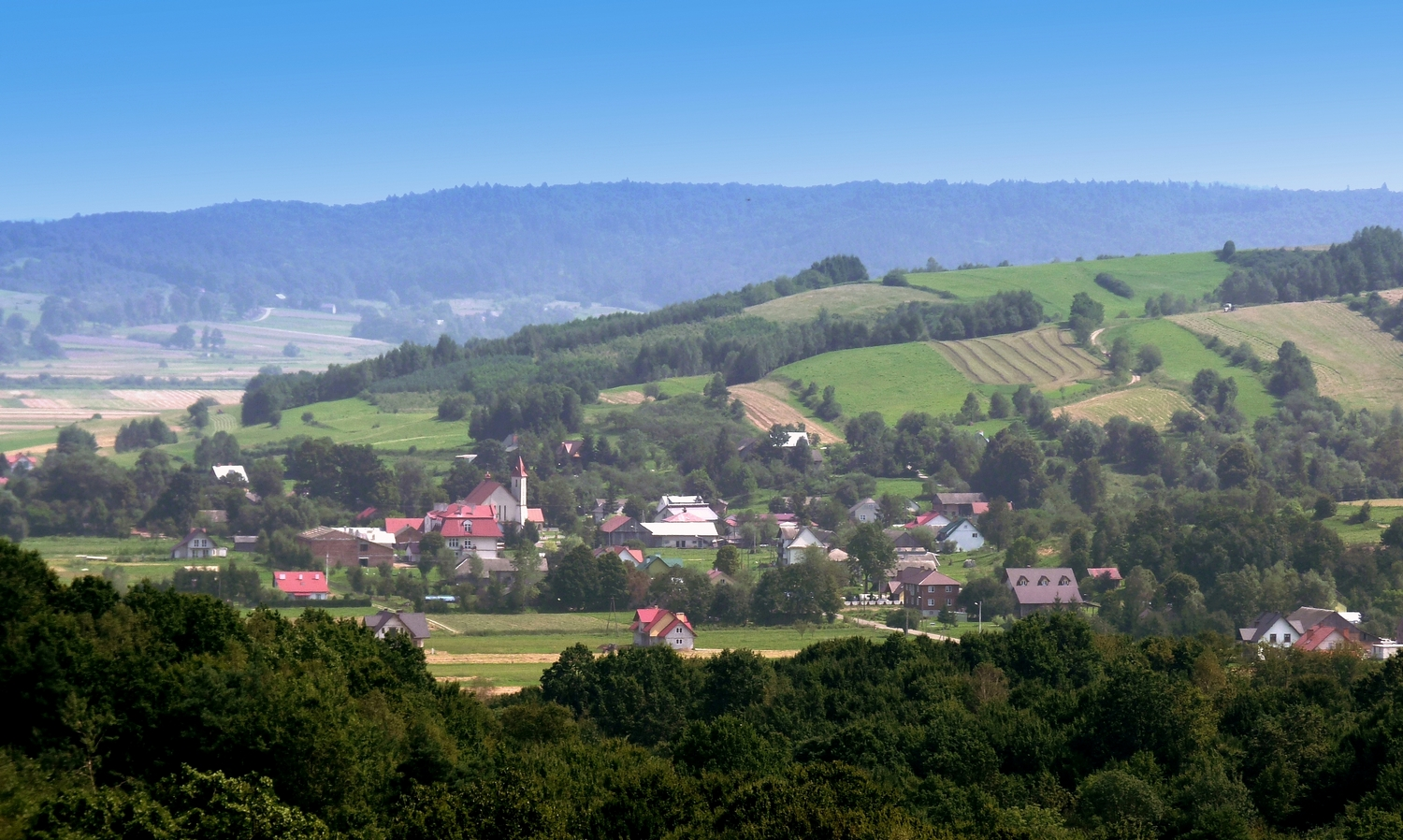
Pawłokoma

Das Przemyśl-Gebirge (polnisch: Pogórze Przemyskie) besteht aus Vorbergen der Mittelbeskiden im südlichen Polen in der Woiwodschaft Karpatenvorland. Sein höchster Gipfel ist die der Suchy Obycz mit 618 m. Es ist nach der Stadt Przemyśl benannt, die im Norden des Gebirges liegt.

## Geographie
Das Gebirge grenzt im Westen an das Dynów-Gebirge, im Osten reicht es bis an die ukrainische Grenze, wo es in die Ostbeskiden übergeht, im Süden an das Sanok-Turkaer Gebirge und im Norden an die San-Dniestr-Hochebene. Es liegt zwischen den Flüssen San im Westen und Wiar im Osten.

## Gliederung
Das Gebirge gliedert sich in mehrere Kämme.

## Städte
Die einzige größere Stadt im Przemyśl-Gebirge ist Przemyśl. Am Südrand des Gebirges liegt Sanok.

## Tourismus
Durch das Gebirge verlaufen zahlreiche markierte Wander- und Fahrradwege.

## Soldatenfriedhöfe
Im Gebirge tobten am Anfang des Ersten Weltkriegs erbitterte Kämpfe zwischen der einrückenden russischen Armee und der Armee Österreich-Ungarns. In der Nähe des Gebirges fand 1914 bis 1915 die Schlacht um die Festung Przemyśl (Teil der Schlacht in Galizien) statt.

## Naturschutz
Das Gebirge liegt in dem Landschaftsschutzpark Przemyśl-Gebirge, das demnächst zum Nationalpark Turnicki (polnisch: Turnicki Park Narodowy) umfunktioniert werden soll. Im Park gibt es zahlreiche Naturreservate:
- Naturreservat Brzoza Czarna w Reczpolu
- Naturreservat Broduszurki
- Naturreservat Kalwaria Pacławska
- Naturreservat Kopystanka
- Naturreservat Kozigarb
- Naturreservat Krępak
- Naturreservat Leoncina
- Naturreservat Przełom Hołubli
- Naturreservat Reberce
- Naturreservat Turnica